# Karaurgan, Arpaçay
Karaurgan là một xã thuộc huyện Arpaçay, tỉnh Kars, Thổ Nhĩ Kỳ. Dân số thời điểm năm 2010 là 294 người.